# ایرن وان
ایرِن وان بیک-ها (انگلیسی: Irene Wan؛ زادهٔ ۳۰ ژوئیهٔ ۱۹۶۶) هنرپیشه اهل هنگ کنگ است. وی به خاطر نقشی که در فیلم «Lonely Fifteen» بازی کرده بود از جشنواره‌های هنگ کنگ جوایزی را دریافت کرده است.